# QI
 Ikke at forveksle med qi.
QI (Quite Interesting) er en britisk tv-quiz med komikeren Sandi Toksvig som vært og med komikeren Alan Davies som fast mand og tre andre kendte paneldeltagere; oftest komikere. Tidligere vært var Stephen Fry. I oktober 2015 blev det annonceret, at Stephen Frys værtsrolle ville ende med sæson M og blive overtaget af den danskfødte komiker Sandi Toksvig.

## Koncept
Spørgsmålene i quizzen er oftest meget svære, og det forventes ikke, at nogen kan svare på dem. Til gengæld uddeles point for svar, der er interessante, hvad enten de er forkerte eller decideret irrelevante. Vittige svar giver også ofte point. Modsat fratrækkes point for "svar, der ikke bare er forkerte, men også ynkeligt åbenlyse". Det vil sige svar, alle tror er rigtige, men i virkeligheden ikke er det. Ved dårlige vittigheder fratrækkes point. Når et åbenlyst forkert svar siges, lyder et signalhorn, og det forkerte svar står og blinker på skærmene bag panelet.
Hvert afsnit har sit tema. Det begynder med bogstavet svarende til sæsonen, idet de har bogstaver, ikke tal.

### Panel
QI-panelet består af fire deltagere. Komikeren Alan Davies er altid med, bortset fra afsnit 10, sæson D, hvor han var til Champions League finale for at se sit favorithold Arsenal spille. Davies var alligevel med i en forhåndsindspillet intro, og hans stemme var optaget til General Ignorance. Panelet sidder i en halvcirkel omkring et bord formet som et forstørrelsesglas, der set oppefra er formet som QI's logo. Stephen Fry sidder i midten, og Davies sidder tv. for ham. I sæson B's juleepisode byttede Fry og Davies plads og Fry var nu paneldeltager. Davies stillede en række General Ignorance-spørgsmål, så Fry blev taber af episoden. I episode 2 af sæson G, var der fem paneldeltagere, idet John Hodgman var med og sad mellem de to sædvanlige pladser ved Frys venstre side. Hodgman brugte ved den anledning et fuglekald til at gøre opmærksom på sig selv.
De fleste paneldeltagere er komikere: enten forfattere eller stand-up-komikere. Men der har været tv-værter med som Jeremy Clarkson og Anneka Rice, skuespillerne Daniel Radcliffe, David Tennant, Emma Thompson og Brian Blessed samt forskerne Brian Cox og Ben Goldacre.

#### Paneldeltagere med flest optrædener
| 46 optrædener - Phill Jupitus 42 optrædener - Bill Bailey 39 optrædener - Jimmy Carr 38 optrædener - Jo Brand 31 optrædener - David Mitchell 27 optrædener - Sean Lock 25 optrædener - Rich Hall 18 optrædener - Ross Noble 16 optrædener - Clive Anderson - Sandi Toksvig 15 optrædener - Rob Brydon - Jason Manford - Sue Perkins - Josh Widdicombe | 14 optrædener - Aisling Bea - Jeremy Clarkson - Dara Ó Briain 13 optrædener - Johnny Vegas 12 optrædener - Sara Pascoe - Holly Walsh 11 optrædener - Cariad Lloyd - Sarah Millican 10 optrædener - Susan Calman - John Sessions 9 optrædener - Danny Baker 8 optrædener - Noel Fielding 7 optrædener - Ronni Ancona - Victoria Coren Mitchell - Andy Hamilton - Colin Lane - Joe Lycett - Lee Mack [c] | 6 optrædener - Jack Dee - Matt Lucas - Liza Tarbuck 5 optrædener - Gyles Brandreth - Rhod Gilbert - Nish Kumar - Richard Osman - Romesh Ranganathan 4 optrædener - Stephen K. Amos - Jeremy Hardy - Vic Reeves - Jack Whitehall 3 optrædener - Chris Addison - Cally Beaton - Bridget Christie - Richard Coles - Reginald D. Hunter - Alice Levine - Sally Phillips - Lucy Porter - Arthur Smith - Linda Smith - Mark Steel - Julia Zemiro |

### Knapper
Alle fire paneldeltagere har en lydknap ((engelsk) buzzer), hvis lyd varierer fra udsendelse til udsendelse og passer til temaet. Hver lyd høres først i programmet ved præsentationen af gæsterne. Så høres Davies' lyd; den er ofte karikeret. Fx i afsnit 5 af sæson H, hvor temaet var Hocus Pocus (hokuspokus) og gæstepaneldeltagernes lyde var en trylleformular (Hey Presto, Abracadabra, og Expelliarmus), mens Davies' lyd var please (tak) – det magiske ord.
Bortset fra prøveepisoden har der været to episoder uden at deltagerne har brugt knapperne til at gøre opmærksom på sig selv. I afsnit 11 af sæson D fik deltagerne en klokke (aktiveret ved at trække i en snor, der hang fra loftet), en lineal (aktiveret ved at løfte op i den, så den vibrerede på bordet), pivelegetøj (der ved tryk spillede sangen Alvin og de frække jordegern) og en klokke). I afsnit 15 af sæson G, der hed Green (Grøn) var knapperne slukket for at "reducere CO2-udledningen".
Den længste knaplyd varede 34 sekunder. Det var Davies' lyd i afsnit 11 af sæson E, .

### General Ignorance
Den sidste runde i QI hedder General Ignorance (almen uvidenhed) og er en parodi på almen viden. Runden består af spørgsmål, alle kender svaret på, men hvor det oftest er forkert. Point bliver fratrukket for "åbenlyse, men forkerte svar". 
Et eksempel er i afsnit 10 af sæson D, hvori Fry spurgte, hvad dyrets tal er, og der blev svaret 666, selv om det er 616.
Et andet eksempel er fra afsnit 10 af sæson G, hvor Fry spurgte: "Hvor mange mænd har været præsident for USA?" og viste et klip af Barack Obama, der sagde, at han var den 44., der aflagde præsidenteden. Men da Grover Cleveland var præsident i to perioder med Benjamin Harrison imellem, aflagde han eden to gange, og Obama var derfor kun den 43., der aflagde eden. Da resultatet blev afsløret sidst i programmet, blev Obama udråbt som nr. 4 med -10 point.

### Navn
QI er en forkortelse af "Quite Interesting" (temmelig interessant). Det er et ordspil på IQ. Ydermere er QI's filosofi også, at "alt er interessant, hvis det bliver set på, på den rette måde"
| „ | Man siger, at de vigtigste drivkræfter er mad, sex og husly. QI siger, der er en fjerde: Nysgerrighed. | “ |
|   | — QI,                                                                                                  |   |

| „ | Hvad end, der er interessant, er vi interesserede i. Hvad der ikke er interessant, er vi endnu mere interesserede i. Alt er interessant, hvis det bliver kigget på, på den rette måde. Dels er QI intenst videnskabelig, dybt mystisk; dels er den morsom, fjollet og intetsigende nok til at behage selv den mest magelige sofakartoffel. | “ |
|   | — QI, |   |

## QIuden for Storbritannien
QI-konceptet blev i 2008 solgt til det hollandske tv-selskab VARA. Værten var den hollandske forfatter Arthur Japin, mens Thomas van Luyn tog rollen som den faste paneldeltager. Programmet blev sendt første gang den 27. december 2008. I Holland hed programmet også QI, og det fungerede på samme måde som det britiske. Firemandspanelet var placeret i en halvcirkel omkring værten, med van Luyn på en stol th. for værten. Der blev præsenteret fire forskellige temaordnede knapper i starten af hver episode, der dukkede billeder op på skærmene bag panelet, og der lød signalhornsalarmer ved banale svar. Efter programmets start i Holland, besøgte Japin det britiske program i episode 13 af sæson G, hvori han fortalte, hvordan Vincent van Goghs navn udtales på hollandsk. Det hollandske QI kørte kun i otte episoder.
Det er adskillige gange forsøgt at sende QI i USA, men det er aldrig sket; måske fordi programmet kræver forældres overvågning pga. mange (homo)seksuelle undertoner. Store kanaler som Comedy Central og Discovery Channel har forsøgt sig, men på grund af de mange ophavsretsbeskyttede baggrundsbilleder ville det blive for dyrt. I et interview med TV Squad sagde John Lloyd, QI's producent, at: "Intet land i verden har købt det originale program, og det er delvist et spørgsmål om penge. Baggrundsbillederne er kun godkendt til brug i Storbritannien, så indtil programmet bliver købt af et amerikansk tv-selskab og ophavsrettighederne godkendt til brug i hele verden, er programmet for dyrt for mindre lande."
QI er siden den 20. oktober 2009 blevet vist i Australien på ABC1. De begyndte med sæson F, men viste så QI fra begyndelsen. Programmet blev købt, efter at Stephen Frys program Stephen Fry in America blev vist med succes i Australien. Siden den 14. december 2009, er QI også vist på den australske tv-kanal UKTV.
Den 8. september 2012 indførte Sverige som det andet land deres version af QI. Programmet hed Intresseklubben (interesseklubben) på SVT1. Intresseklubben har komikerne Johan Wester som vært og Anders Jansson som fast paneldeltager.
Den danske tv-quiz Quiz i en hornlygte med Carsten Eskelund som vært var inspireret af QI. Programmet bygger på samme filosofi om svære spørgsmål, hvor kreative svar er ligeså gode som korrekte..